# Accident geogràfic

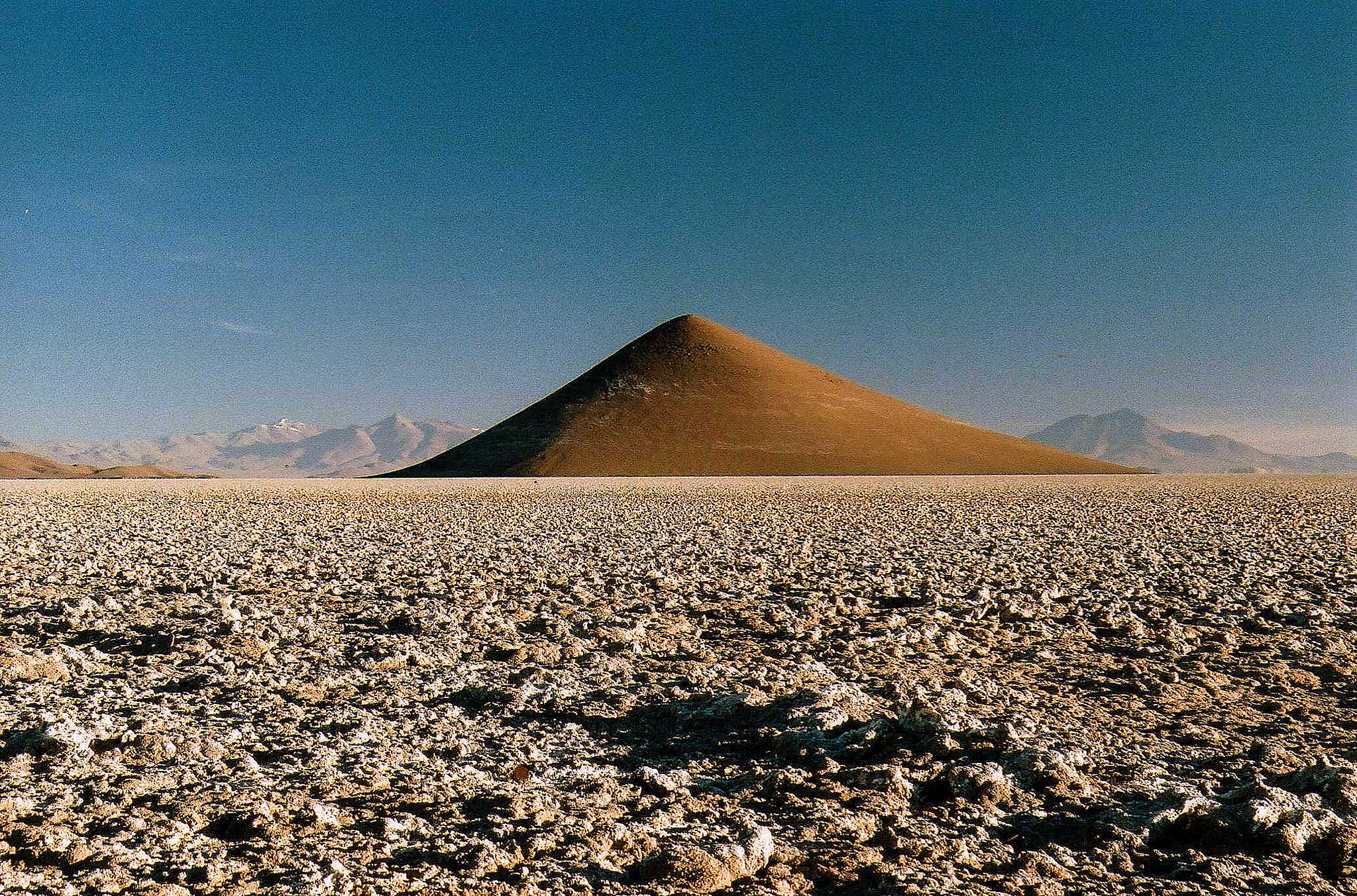
"Cono de Arita". Salar de Arizaro. Salta (Argentina)

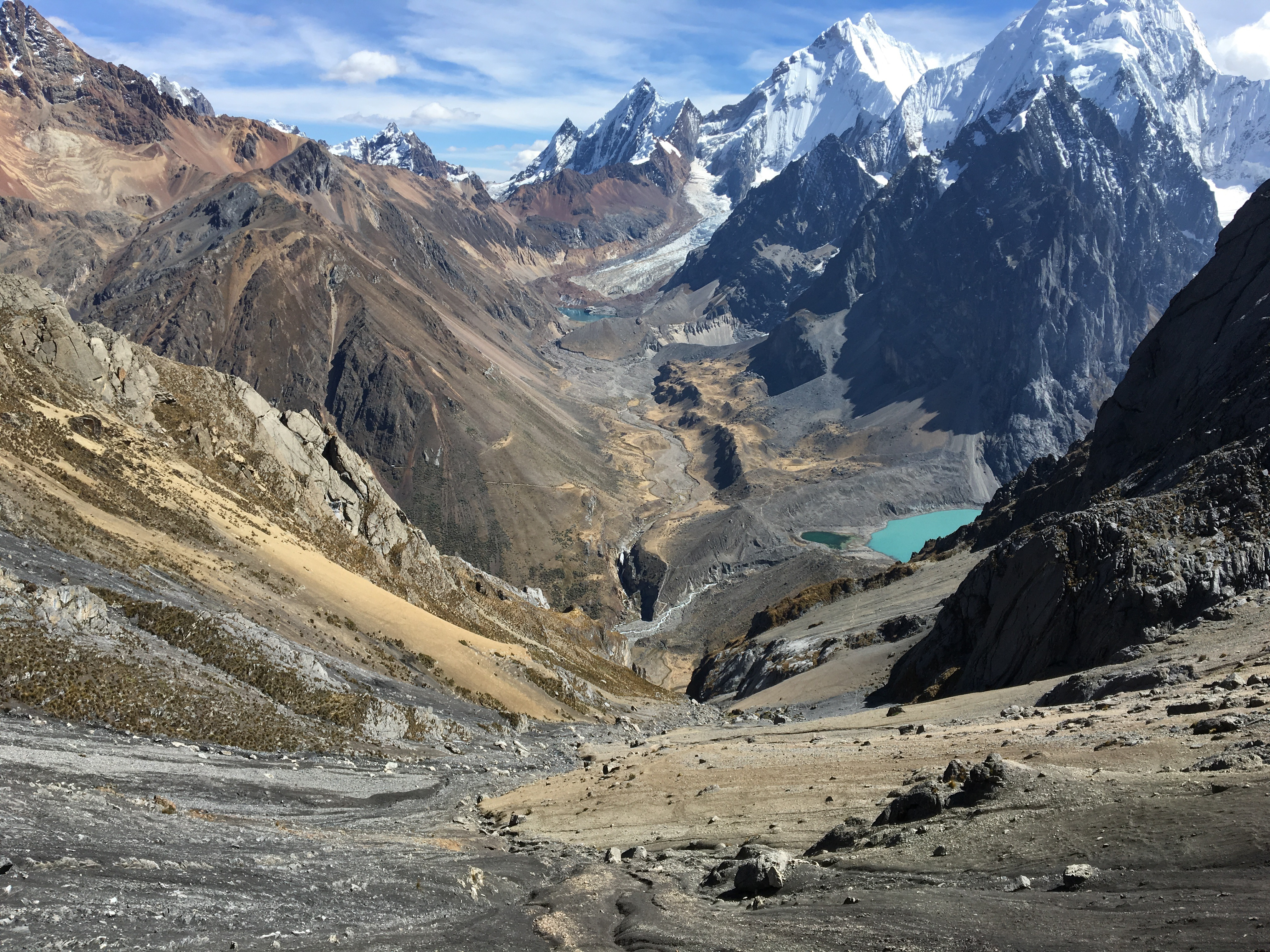
"Cordillera Huayhuash". Andes. (Perú)

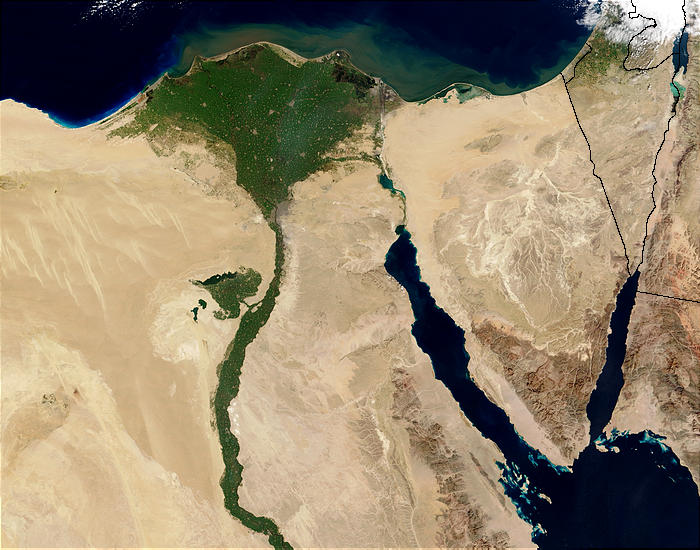
Delta del riu Nil, península de Sinaí i mar Roja. (Egipte). Fotografia aèria

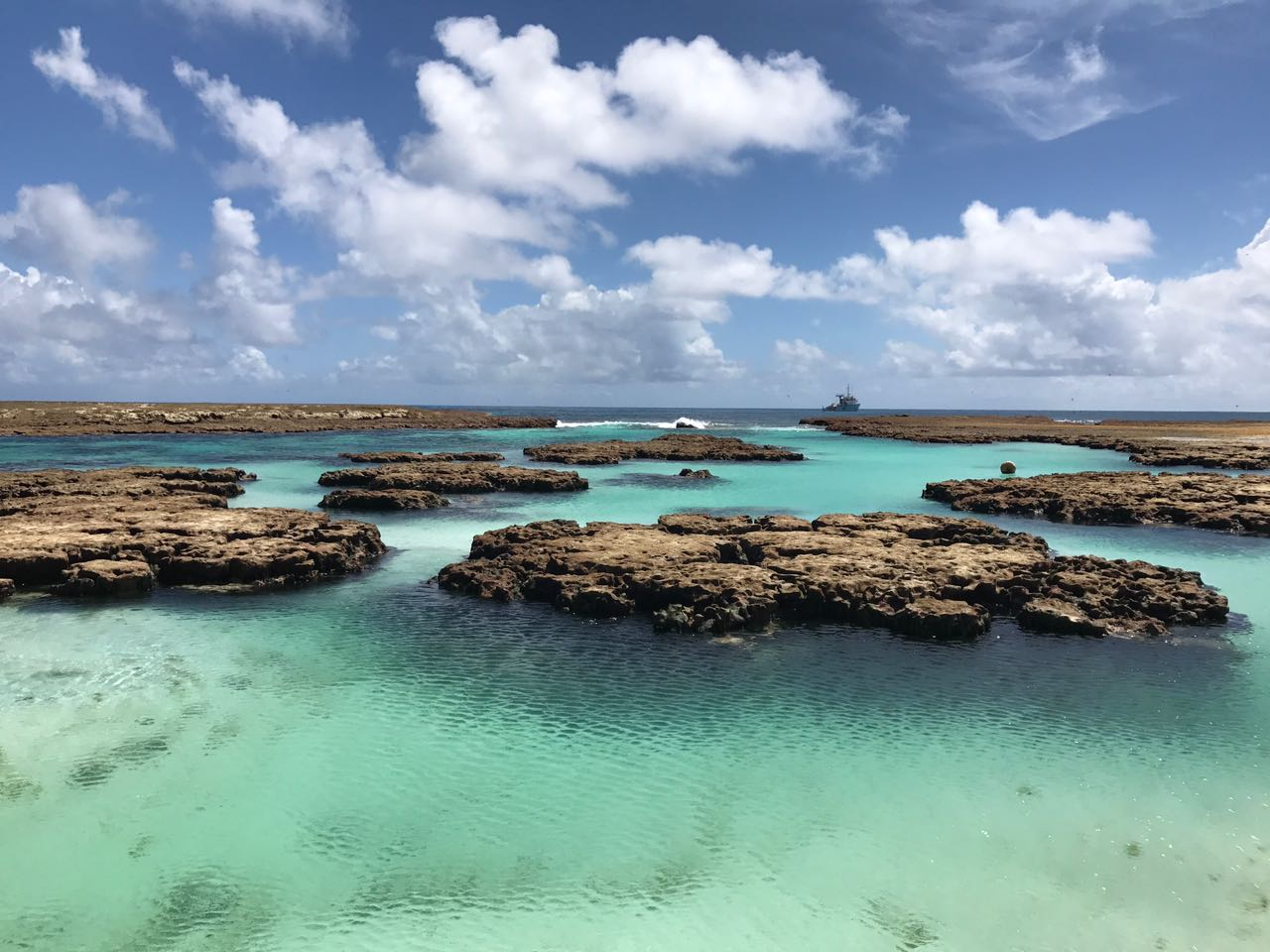
"Atol das Rocas" Rio Grande do Norte (Brasil)

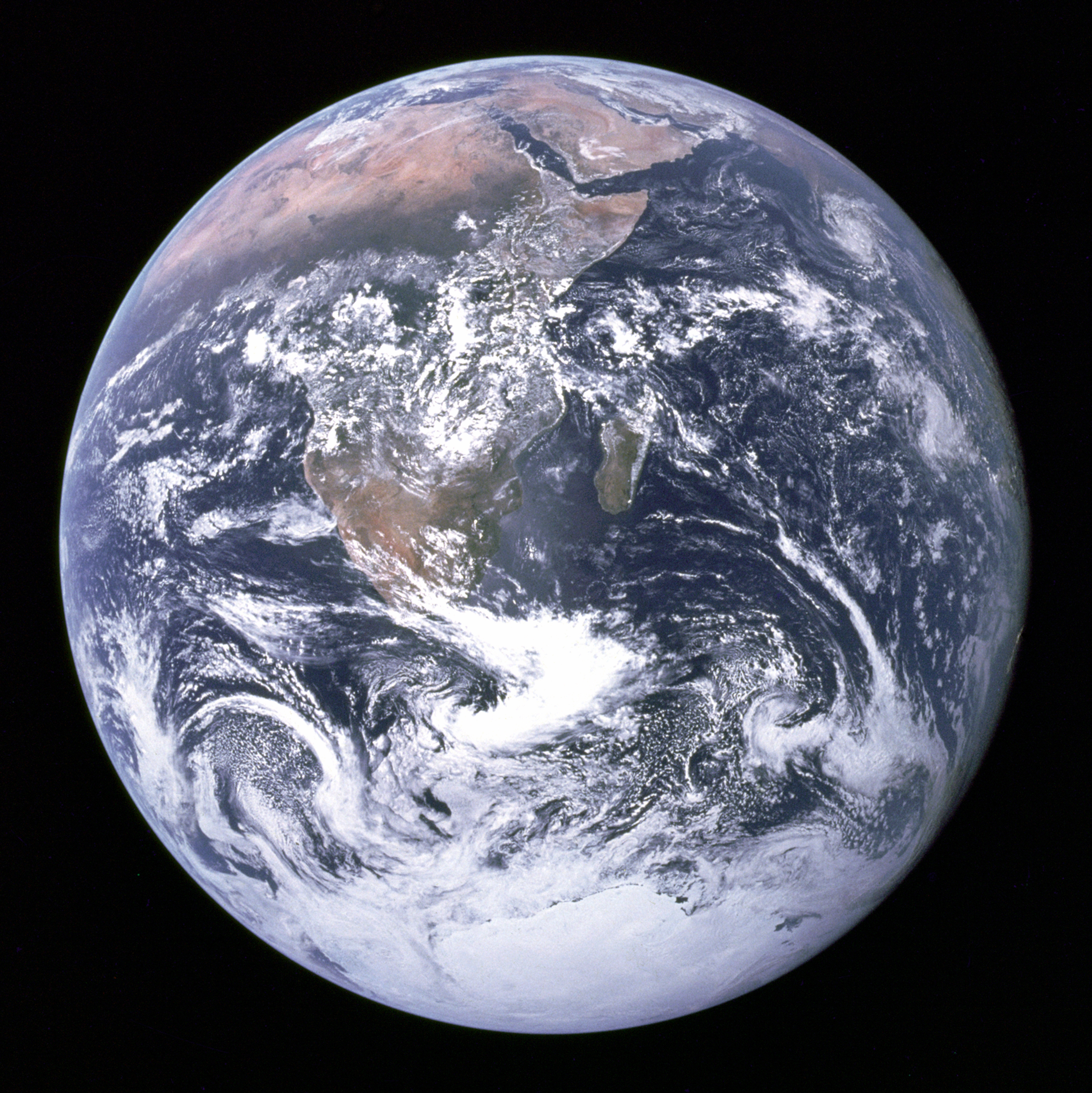
La Terra. Fotografia Apolo 17

Un accident geogràfic és un element geogràfic que, juntament amb un altre o uns altres, dona forma al relleu d'un terreny.
La ciència que estudia els accidents geogràfics és la geomorfologia.
És una unitat o forma de relleu geomorfològica, generada i subjecta als processos endògens i exògens de la geodinàmica. Accident geogràfic, també es pot definir com cadascun dels elements que formen el relleu d'una zona geogràfica.
Un accident geogràfic és el resultat d'un o més processos geomòrfics successius en evolució constant i que en general es defineixen per la seva forma, superfície i ubicació sobre l'escorça terrestre i en la d'altres objectes astronòmics incloent planetes, llunes i asteroides. Així, molts dels termes o mots d'accidents geogràfics aplicats a la Terra, també poden ser usats per a descriure característiques de la superfície d'objectes semblants en l'Univers.
Com a part del terreny, són també elements topogràfics. És a dir, que es poden mesurar, descriure en detall i representar en mapes i models cartogràfics.
Les formes del relleu no inclouen elements fets per l'home, com ara canals, ports o preses d'aigua. Tampoc s'hi inclouen característiques geogràfiques com deserts o boscos. Molts dels termes no es limiten a referir-se a característiques del planeta Terra sinó que també es poden utilitzar per descriure característiques superficials d'altres planetes i objectes similars de l'Univers.

## Classificació
Els oceans i continents són els accidents geogràfics d'ordre màxim o grans unitats. Els elements genèrics són aquelles parts homogènies de menor dimensió de la superfície de la Terra, que es poden observar a diverses escales, com les fosses i els canyons marins, els rius i els llacs, les serralades, les planes i també la resta de formes del relleu de menor dimensió, delimitades per la discontinuïtat del relleu, que són observables a una escala més gran o de detall.
Es classifiquen per característiques com l'elevació, el pendent, l'orientació, l'estratificació, l'exposició de la roca o el tipus de sòl i es poden agrupar en orogràfics, hidrogràfics: marins, marítim-terrestres, fluvials i lacustres, volcànics i de l'univers (altres planetes, llunes i asteroides).

## Factors i processos geomòrfics
Diversos factors, des de la tectònica de plaques a l'erosió i la sedimentació, poden generar i alterar els accidents geogràfics.
Els accidents geogràfics estan subjectes a les formes i canvis estructurals (litosfera), dinàmics (modelat), climàtics (clima) i biològics (éssers vius incloent l'espècie humana), com és el cas de la vegetació en la formació i el desenvolupament de les dunes i els salobrars o els coralls i algues en la formació d'esculls.
Els efectes antròpics es manifesten en els impactes directes o indirectes sobre els processos geomòrfics naturals, que poden ser accelerats o també retardats, en el modelat involuntari de les formes i en la creació, conscient més o menys planificada, de noves formes antropogèniques.

## Llista dels principals accidents geogràfics

### Accidentsorogràfics
muntanya - serra - serralada - altiplà - massís - depressió - vall - plana - coma - cova - cingle - barranc - duna

### Accidentshidrogràfics

#### Els accidents geogràfics marítims
mar - oceà - Fossa marina - canyó submarí

#### Els accidents geogràfics marítimo-terrestres
costa - golf - badia - cap - illa - arxipèlag - península - platja - atol - illot - maresma - penyasegat - llacuna - fiord

#### Els accidents geogràfics fluvials
riu - torrent - estuari - delta - illa fluvial - illa marítimo-fluvial - congost - rambla - riera - meandre - aiguamoll - canyó - barranc
Els accidents geogràfics lacustres
mar interior - llac - estany - illa lacustre

### Accidents volcànics
volcà - caldera volcànica - font hidrotermal - tub de lava

### Accidents geogràfics de planetes, llunes i asteròides
Flexus - Vastitas - Tholus - Astrum - Farrum - Vallis - Facula - Fluctus - Labyrinthus

## Accidents geogràfics notables de Catalunya

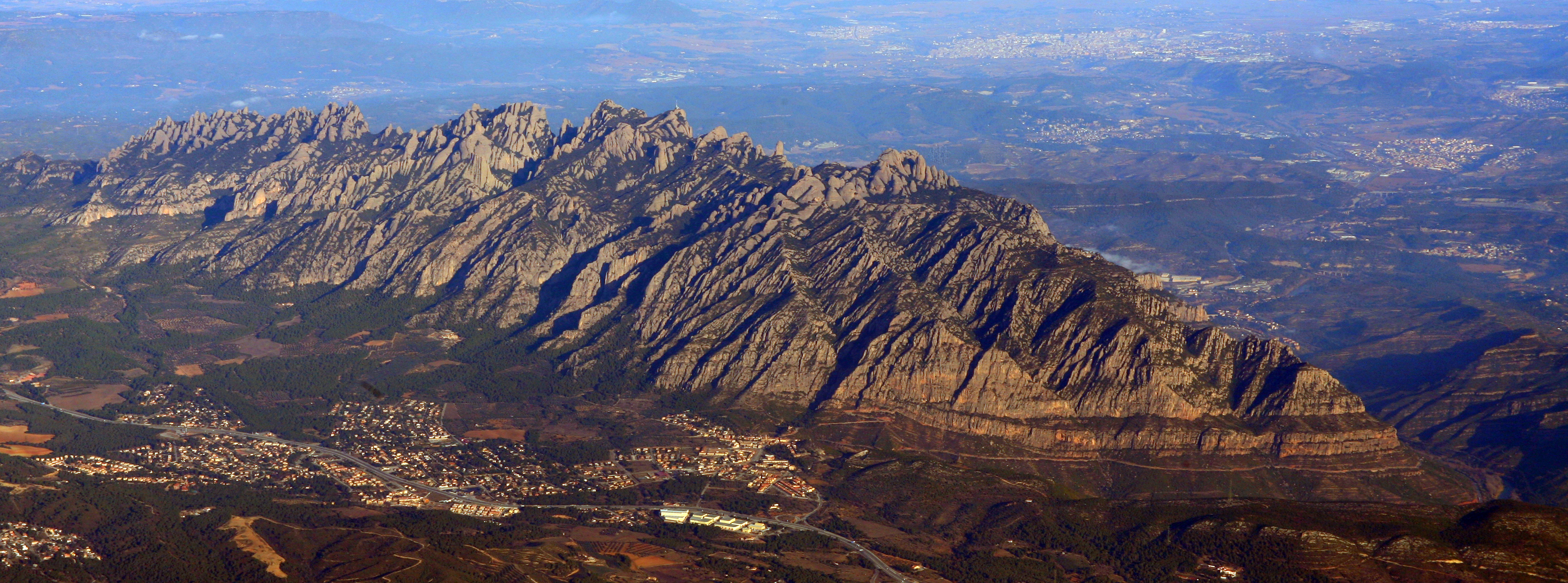
Muntanya de Montserrat

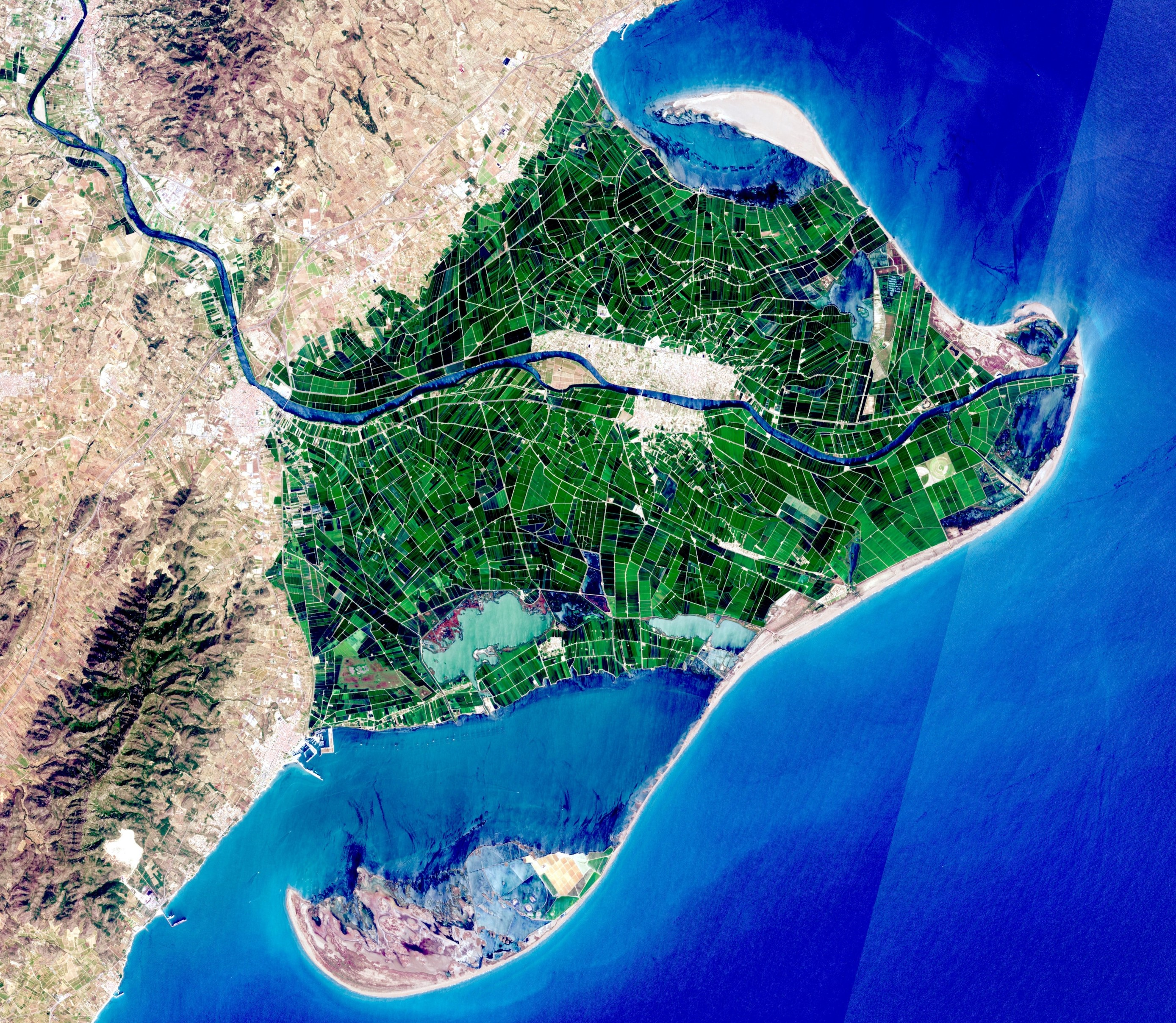
Delta de l'Ebre

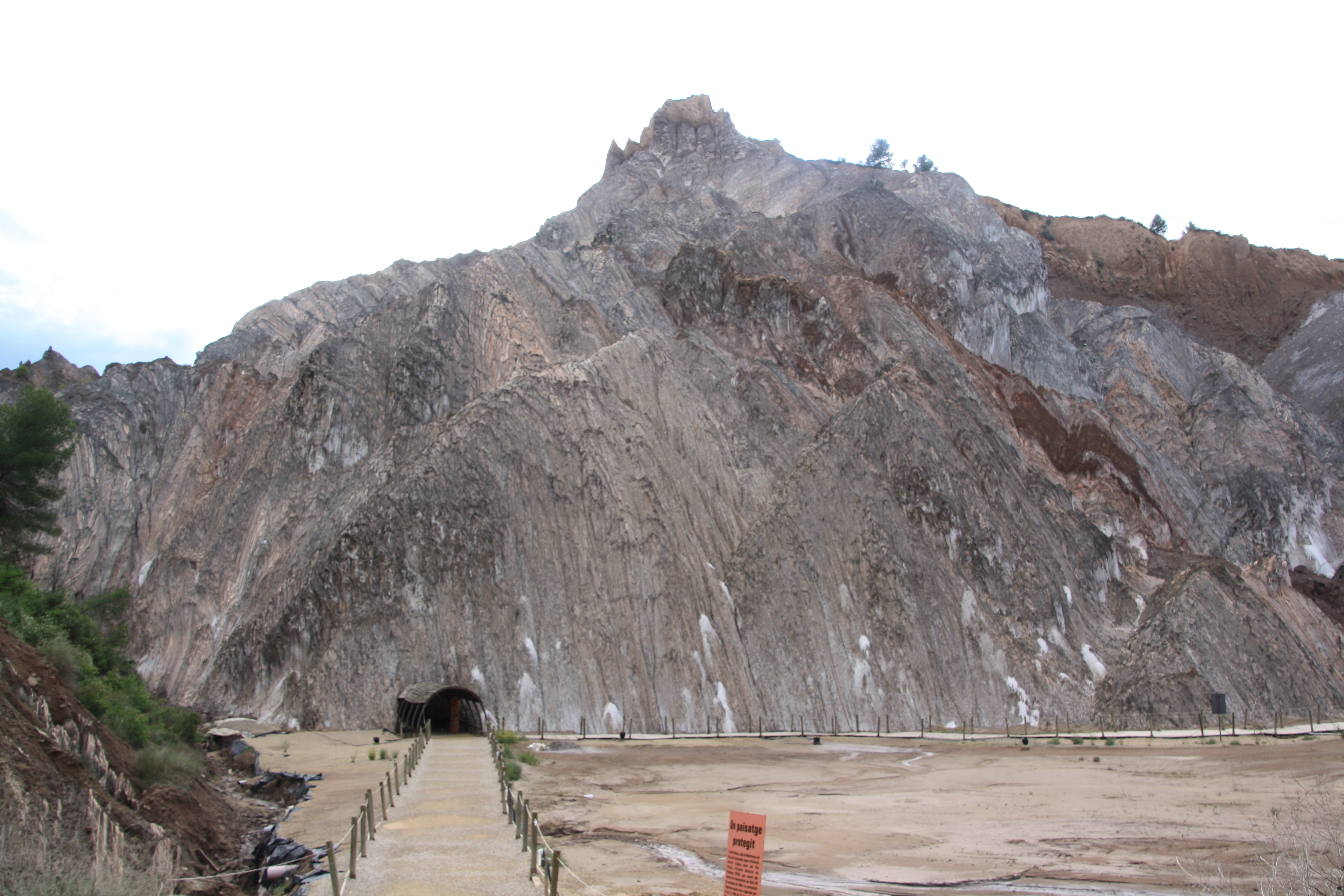
Muntanya de sal de Cardona

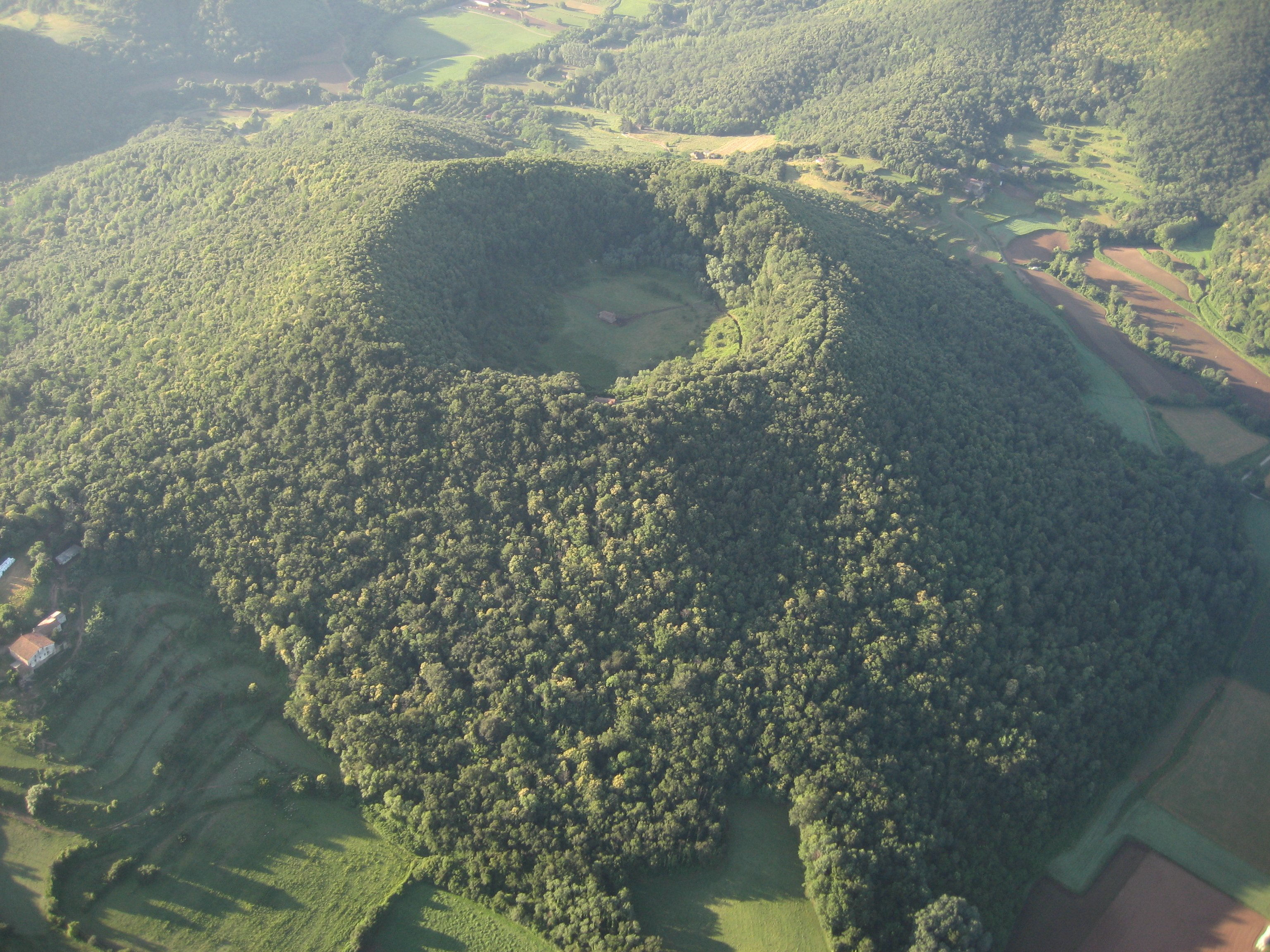
Volcans de la Garrotxa

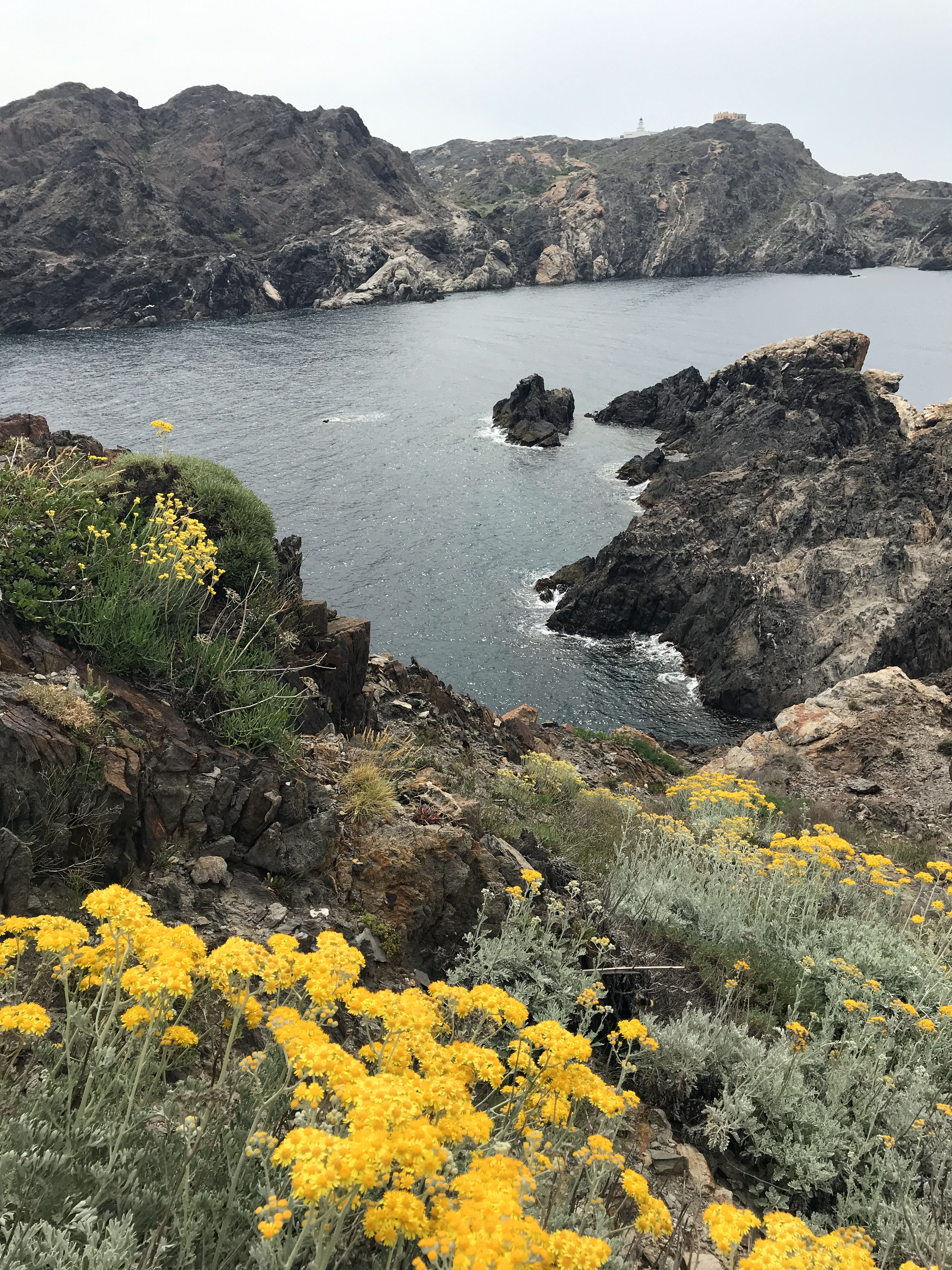
Cap de Creus

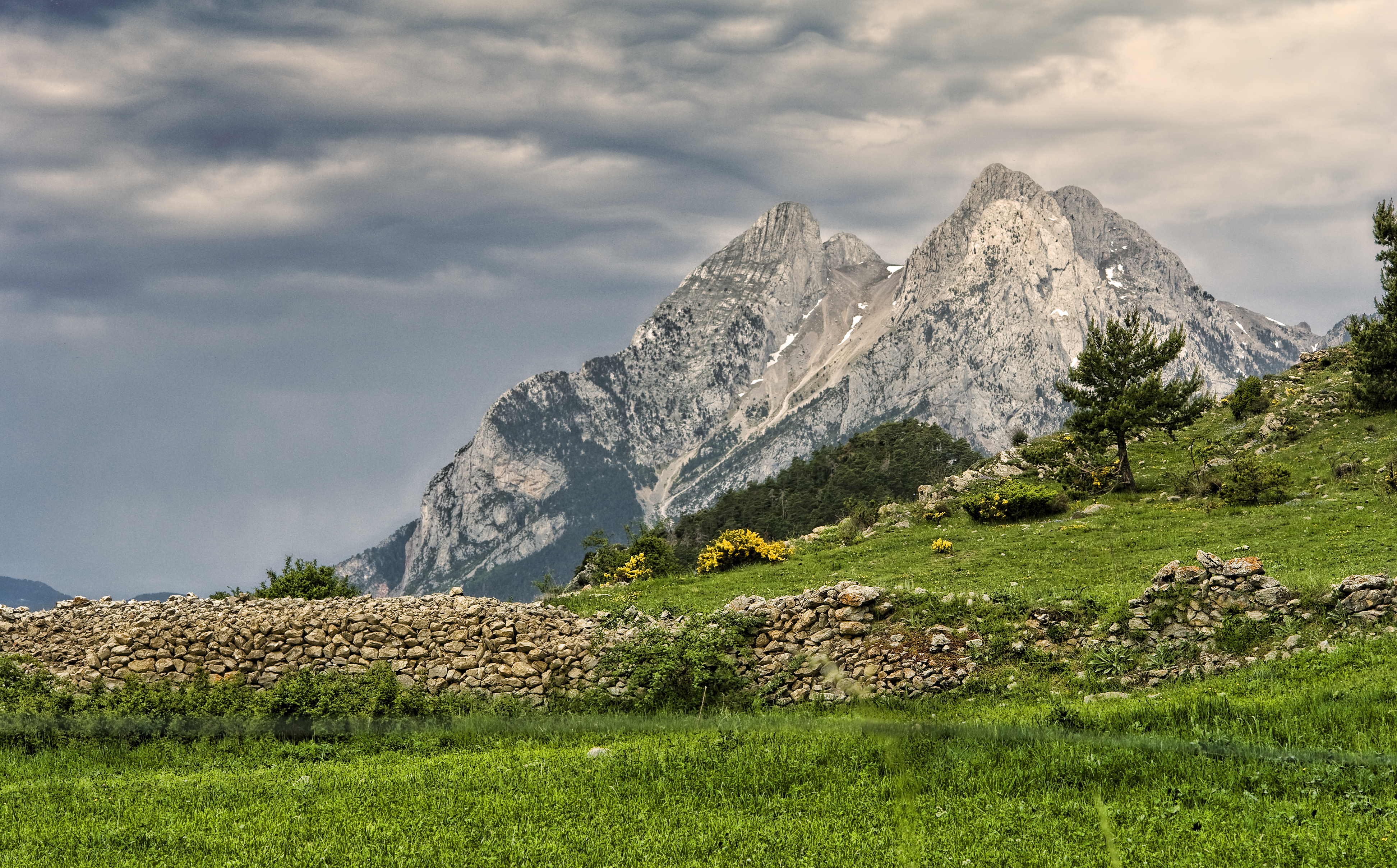
Pedraforca

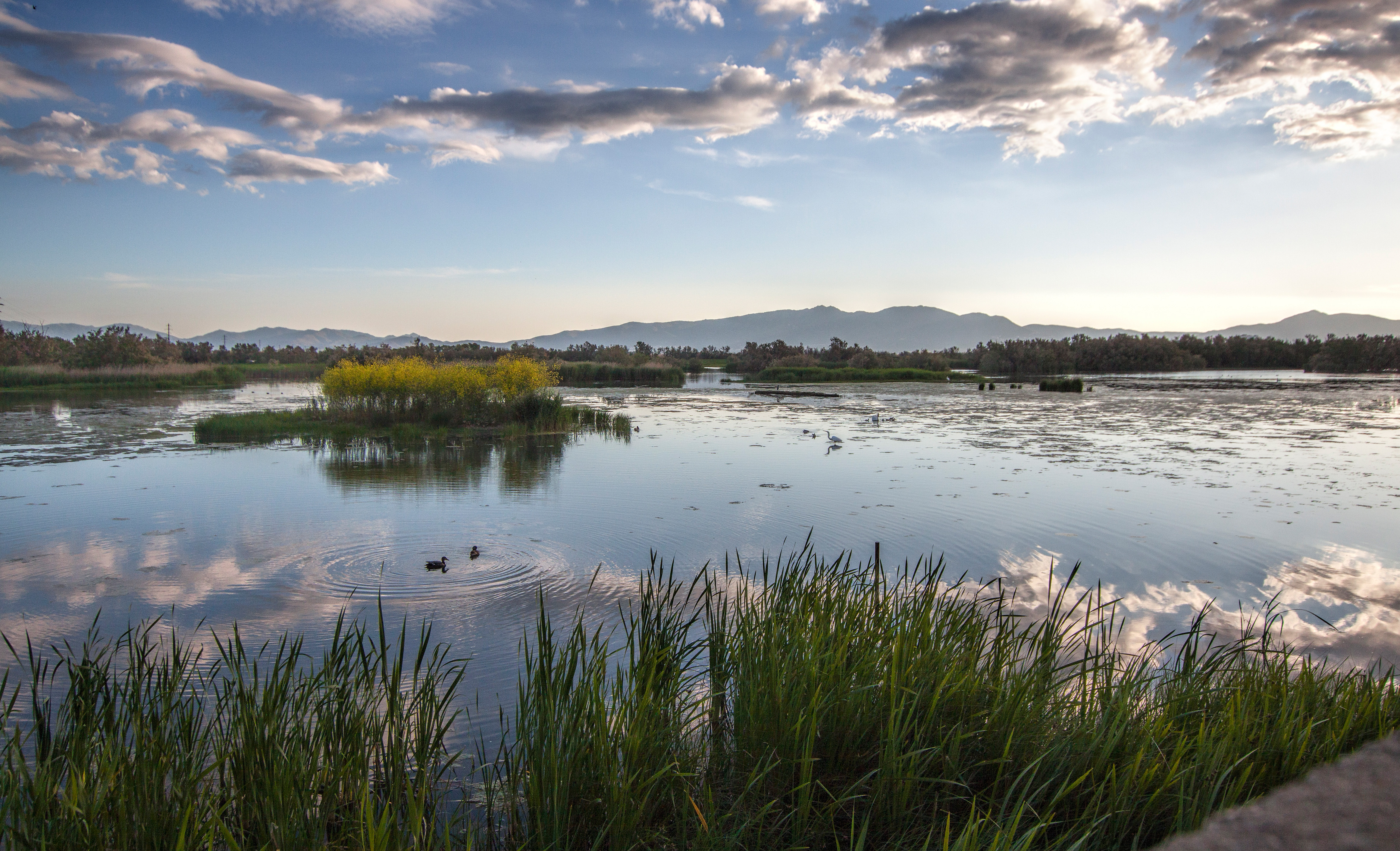
Aiguamolls de l'Empordà

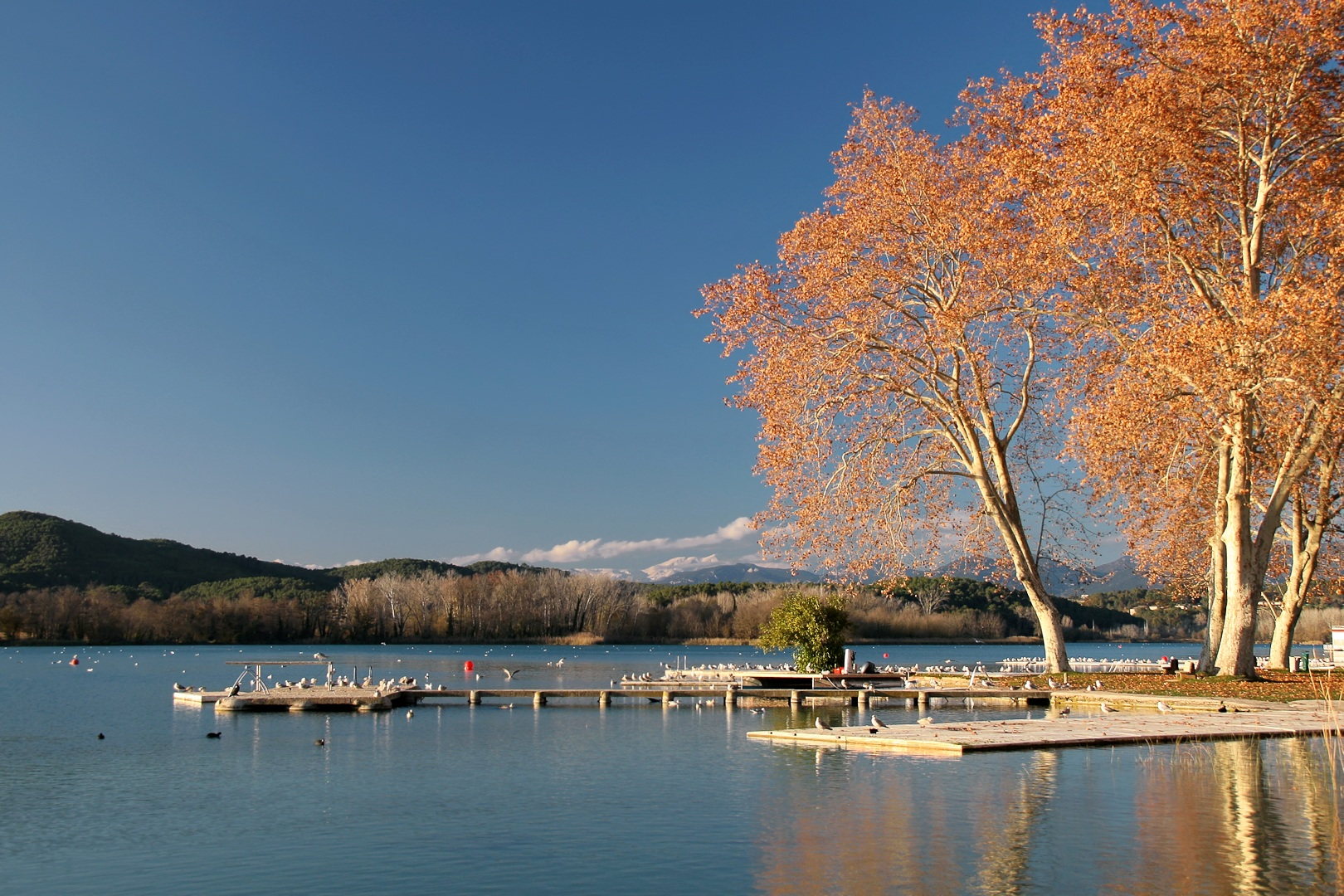
Estany de Banyoles

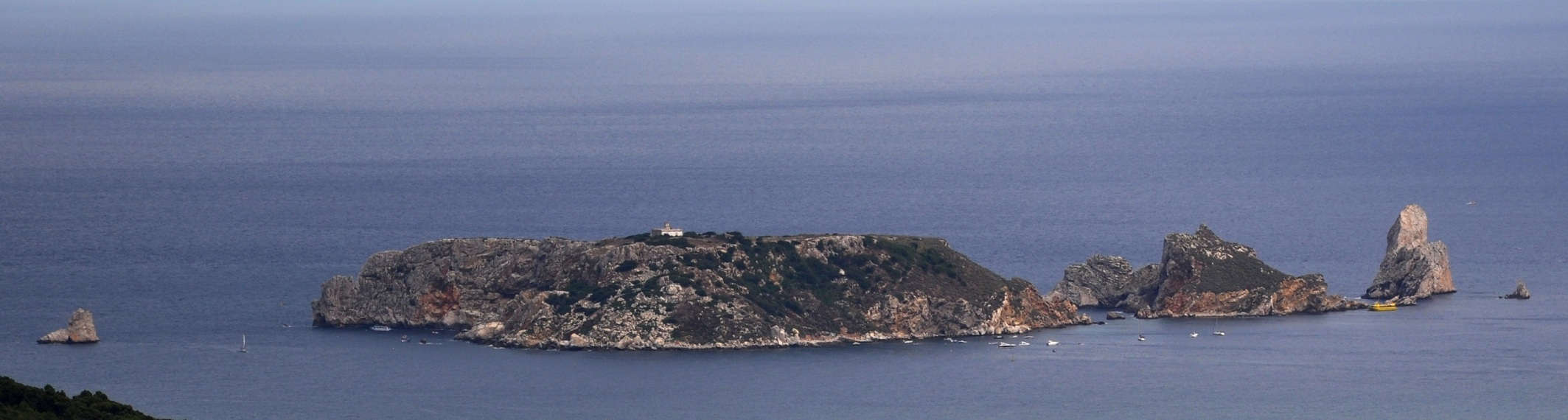
Illes Medes